# Битва у озера Дэд-Баффало
Битва у озера Дэд-Баффало (англ. Battle of Dead Buffalo Lake) — сражение между сиу и армией США, произошедшее 26 июля 1863 года на территории современного американского штата Северная Дакота.

## Предыстория
После подавления Восстания сиу сотни санти бежали из Миннесоты, около 2000 были взяты в плен, большинство из которых, содержались в тюрьмах. Сиссетоны и вахпетоны, в отличие от мдевакантонов и вахпекуте, практически не принимали участия в боевых действиях и оставались на свободе. Генерал войск Союза Джон Поуп отдал приказ Генри Сибли, который находился в чине бригадного генерала добровольцев, возглавить карательную экспедицию, она должна была наказать бежавших из Миннесоты индейцев.
После сражения при Биг-Маунде сиу лишились большого количества мяса и бизоньих шкур и были вынуждены бежать на запад не имея продовольственных запасов. Близ озера Дэд-Баффало, примерно в 3 километрах к северо-западу от современного города Доусон, штат Северная Дакота, индейцы остановились отдохнуть. Они приготовились к сражению, если американская армия попытается снова атаковать их.
Многие из санти, руководимые Стоящим Бизоном, не желали дальше воевать с солдатами и предпочли уйти на северо-запад, а позже перебрались в Канаду, вместо того чтобы делать привал у озера Дэд-Баффало. К оставшимся санти и янктонай-сиу, чьим самым известным вождём был Инкпадута, присоединились около 650 воинов хункпапа и сихасапа, среди которых находился Сидящий Бык. Общее число индейских воинов составило около 1600 человек.

## Сражение
Обнаружив сиу около озера Дэд-Баффало, Сибли разбил свой лагерь неподалёку. Вскоре на холмах, окружающих стоянку солдат, появились индейские всадники. Сибли выдвинул свою артиллерию, две роты пехоты и скаутов на позицию примерно в полкилометра перед своим лагерем и открыл огонь с большой дистанции по сиу. Индейцы отошли на безопасное расстояние.
Индейцы хотели захватить армейский вьючный обоз лошадей и мулов, и таким образом замедлить продвижение американской армии. Сначала они попытались атаковать левый фланг Сибли, но были остановлены ротой конных рейнджеров и двумя ротами пехоты. Затем индейцы скрылись в холмах. Несколько погонщиков мулов в лагере Сибли решили, что бой окончен, и вывели скот на пастбище. Неожиданно сиу вновь появились и предприняли ещё одну попытку захватить обоз, но были отбиты в коротком ближнем бою двумя ротами кавалерии и шестью ротами пехоты. Потерпев неудачу в своей миссии захватить большую часть лошадей и мулов, индейцы отступили с поля боя, и на этом сражение окончилось.
Военные потеряли одного солдата убитым, потери сиу, согласно рапорту Сибли, составили 15 человек убитыми, но вряд ли санти и лакота потеряли столько воинов, американские офицеры, как правило, сильно завышали количество убитых враждебных индейцев.

## Итоги
На следующий день Генри Сибли продолжил преследовать сиу, пытаясь помешать им пересечь Миссури, и 28 июля снова вступил с ними в бой у озера Стони.